# ألبير الباز
البير الباز (بالعبرية: אלבר אלבז) (بالفرنسية: Alber Elbaz)‏، من مواليد 12 يونيو 1961 بالدار البيضاء، المغرب.
هو مصمم الأزياء المغربي-الإسرائيلي. بعد عدة تصاميم الأزياء الأخرى، أصبح الباز المخرج الإبداعي لدار «لانفين» (Lanvin) في باريس من عام 2001 حتى أكتوبر 2015.

## السيرة الذاتية
ولد ألبير الباز في الدار البيضاء، المغرب. هاجر إلى إسرائيل مع عائلته في سن العاشرة ونشأ في حولون. بعد خدمته في الجيش الإسرائيلي، درس في كلية شنكار للهندسة والتصميم في رمات غان. شريك حياته هو أليكس كو، مدير التسويق في لانفين.

## المسار المهني
بدأ الباز في تصميم Lanvin في عام 2001. في أكتوبر 2015، أعلن تخليه عن دار الأزياء لأنه اختلف مع المساهم الرئيسي في الشركة، Shaw-Lan Wang. وشكا الباز أيضا من عدم وجود إستراتيجية والاستثمار الموجه للشركة.
قام بتصميم كل الأزياء التي ارتدتها ناتالي بورتمان في فيلم قصة حب وظلمة [الإنجليزية] الذي كتبته وأخرجته أيضًا.